# Syndicate Festival
Das SYNDICATE Festival [ˈsɪndɪkət] (eigene Bezeichnung: Syndicate Ambassadors in Harder Styles) ist eine Veranstaltung der elektronischen Tanzmusik. Hauptsächlich legen in der Westfalenhalle in Dortmund DJs der Hardcore-Techno- oder der Hardstyleszene auf. Es ist eines der größten Festivals der deutschen Szene.

## Geschichte
Die erste Ausgabe fand 2007 mit etwa 10.000 Besuchern statt. Seitdem stieg die Besucherzahl kontinuierlich an. Am 3. Oktober 2015 fand mit etwa 20.000 Besuchern das Syndicate Festival zum neunten Mal statt.
Seit 2013 unterstützt eve&rave Münster e. V. die Veranstaltung mit einem Drogeninformationsstand.

## Daten
| Datum        | Besucher | Line-Up |
| ------------ | -------- | --- |
| 06. 10. 2007 | 12.000   | Arkus P., Deepack, Endymion, Hectic Fence, Isaac, Manu Le Malin, Marco Remus, Max B Grant, Negative A, Outblast Vs. Angerfist, Pet Duo, Placid K, Promo, Sven Wittekind, Tieum, Tommyknocker Vs. Stunned Guys, Traxtorm Gangstaz Allied |
| 04. 10. 2008 | 12.000   | Activator, Amnesys, Amok, Angerfist, Art of Fighters, Blutonium Boy, Boris S., Brachiale Musikgestalter, Central Seven, Dana, DaY-Már, Evil Activities, Frank Kvitta, J.D.A, Kold Konexion, Korsakoff, Luna, Neophyte, Newstyler vs. D-Ceptor, Noisecontrollers, Ophidian, Outblast vs. Predator, Pavo, Robert Natus Vs. Arkus P., Space DJ’z, Stunned Guys, Sven Wittekind, Tatanka, The Hells Bangers, Thorsten Kanzler, Tommyknocker & Mad Dog, Vince |
| 03. 10. 2009 | 10.000   | Amnesys, Angerfist, Arkus P Live, Brachiale Musikgestalter, Catscan, Coone, Crypsis, DaY-mar, DJ D, DJ Rush, Dozer, Dutch Master, Greg Notill, Jane Ephex, Josh & Wesz, Kaoz, Kold Konexion, Korsakoff, Luna, Masters Of Noise Vs The Beat Controller, MC Linez, MC Syco, MC Tha Watcher, Neophyte, Noisecontrollers, Noize Suppressor, Nosferatu, Outblast, Paul, Predator, Re-style, Robert Natus, Rotterdam Teror Corps, showtek, Sven Wittekind, Tommyknocker, Weichei, Zatox |
| 02. 10.2010  | 10.000   | Anagenetic, Angerfist, Anime, Arkus P., BMG aka Brachiale Musikgestalter, Boris S., Chain Reaction, Coone, Crypsis, DaY-Már, Deadly Sins aka Robert Natus, Dyprax, Frank Kvitta, Hardcore Blasters, Headhunterz, Identic, Kenned Pool, Korsakoff, Mad Dog, Maly, Noize Suppressor, Outblast, Pet Duo, Predator, Psyko Punkz, Razor, Re-style, Sutura, Tatanka, Tha Playah, Tomcat & Rudeboy, Traxtorm Gangstaz Allied, Vince, Waldhaus |
| 01. 10. 2011 | 15.000   | A Mad Dog, Accelarator, Angeldust, Angerfist, Art of Fighters, B-front, BMG aka Brachiale Musikgestalter, Boris S., Catscan vs. Predator, Chain Reaction, Crypsis, D-Block & S-te-fan, DaY-Már, DJ D vs. Rayden, DJ Rush, Dyprax, Frontliner, Identic, Jason Little, Korsakoff, Mad Dog, Manu Kenton, Mystery, Negative, O.B.I. vs. Lukas, Outblast, Pablo Ramirez, Stephanie, T-junction, The Stunned Guys vs. Amnesys, Thera, Twilight Forces, Zahni |
| 06.10.2012   | 15.000   | A.paul, Amnesys, Angeldust, Angerfist, Angy Kore, Arkus P. & Sutura, BMG aka Brachiale Musikgestalter, Brennan Heart, Catscan, Chain Reaction, Coone, Crypsis, Davidchristoph, Dyprax, Electronmike, Eric Sneo, Frank Kvitta, Greg Notill, Javi Boss (almoradí), Korsakoff, Lukas & Malke, Masters Elite Aka, MC Nolz, MC Tha Watcher, Meagashira, Mystery, Nitrogenetics, Noize Suppressor, Ophidian, Outblast, Pappenheimer, Pet Duo, Psyko Punkz, Radical Redemption, Re-style, State Of Emergency, Technoboy, The Advent, Thera, Torsten Kanzler, Twilight Forces, Zahni vs. Schrempf, Zany, Zealot                |
| 05.10.2013   | 20.000   | A.paul, Adaro, Angerfist, Bmg, Chain Reaction, Crossfiyah, Crypsis, D-Block & S-te-fan, Dandi & Ugo, Day-Mar vs. Negative A, Deepack, Frequencerz, Frontliner, Hellsystem, Klaudia Gawlas, Kodex, Korsakoff, Kraemer & Niereich, Linus Quick, MC Nolz, MC Tha Watcher, Miss K8 vs. Lowroller, Noize Suppressor, Nosferatu, O.B.I., Outblast vs. Evil Activities, Pappenheimer, Pink Noise aka Candy Cox vs. Fernanda Martins, Radical Redemption, Raphael Dincsoy, Re-style, T-junction, Tha Playah, The Brutal and Sadistic Show aka Minupren & Stormtrooper, The Outside Agency, Twilight Forces, Tymon, Wasted Mind |
| 04.10.2014   | 20.000   | A.paul, Act of Rage, Amok, Andi Teller, Angerfist, Bloodcage, Bmg, Bodyshock, Catscan vs. Predator, Chain Reaction, Crypsis, Dandi & Ugo, Dyprax, Evil Activities, Fatima Hajji, Hardcraft, I:Gor, Isaac, Jonathann Cast, Kerstin Eden, Khaleesi, Kold Konexion, Korsakoff, Linus Quick, Mario Ranieri, MC Nolz, MC Tha Watcher, Minupren, Miss K8, Mystery, Negative Audio, Noize Suppressor, Nosferatu, Outblast, Pappenheimer, Partyraiser vs. Drokz, Radical Redemption, Ran-d, Raphael Dincsoy, Sutura, Tha Playah, Thorax, Typhoon, Warface, Wasted Mind, X-Pander                                               |
| 03.10.2015   | 20.000   | Andi Teller, Angerfist, Arkus P., Artifact, Base Alert, Bass D, Bmg, Bodyshock Vs. Dyprax, Buzz Fuzz, Candy Cox, Crossfiyah, Crypsis, Destructive Tendencies, Digital Punk, Dr. Peacock, E-Force, Frontliner, J.D.A, Korsakoff, MC Nolz, MC Syco, MC Tha Watcher, Mental Theo, Miss K8, Mystery, Negative Audio, Neophyte Records Allstars, Noize Suppressor Vs. Outblast, Nosferatu, O.b.i. & Viper Xxl, Olle, Panic, Pappenheimer, Pavo, Predator, Radical Redemption, Re-style, Ruffneck, Sub Sonik, Thorax, Unexist, Vince, Warface, X-Pander, Zahni                                                               |
| 02.10.2016   | 20.000   | Act of Rage, Angerfist, Atmozfears, Bass D, Bmg, Buzz Fuzz, Candy Cox, Chain Reaction, Crypsis, Cyber, D-Sturb, DaY-mar, Delete, Destructive Tendencies, Devin Wild, DJ Mystery, Dune, Dyprax, E-Force, Epyleptika, Furyan, High Voltage, Jappo, Kahlkopf HC, Korsakoff, Mad Dog, Marc Acardipane, Mashup Jack, MC Nolz, MC Syco, MC Tha Watcher, Meltdown, Mental Theo, Millennium Mayhem, Minupren, Miss K8, Neophyte, Nosferatu, Outblast, Pappenheimer, Paul Elstak, Pet Duo, Predator, Radical Redemption, Scarphase, Tekkerkane, Tensor & Re-Direction, Tha Playah, Thorax, Vince, Warface                       |
| 01.10.2017   | 20.000   | Act of Rage, Angerfist, Anime, Bmg, Broken Minds, Crypsis, D-Sturb, Da Tweekaz, Delete, Destructive Tendencies, Digital Punk, DJ Mystery, E-Force, F.Noize, Frontliner, Furyan, Guerrillas, Killshot, Korsakoff, Lukas & Fernanda Martins, Mad Dog, Minupren, Miss K8, Nolz, O.B.I., Psychopel, Radical Redemption, Re-style, Rvage, Sutura, Tears Of Fury, Tha Watcher, Thorax, Waldhaus & Weichentechnikk, Warface |
| 06.10.2018   | 20.000   | Access One, Act of Rage, Agents of Change, Angerfist, Bmg, Bulletproof, Chain Reaction, Crypsis, D-Sturb, Deadly Guns, Destructive Tendencies, Digital Punk, DJ Mystery, Dogfight, Dr. Peacock, E-Force, Furyan, Jay Reeve, Killshot, Korsakoff, Leigh Johnson, Lydia M, Miss K8, N-Vitral, Never Surrender, Nogge vs. Komacasper, Nolz, Olle, Partyraiser, Phrantic, Public Enemies, Radical Redemption, Tha Watcher, Viper Xxl |
| 05.10.2019   | 18.000   | Angerfist -live-, Miss K8, Dr. Peacock -live-, Radical Redemption, D-Block & S-te-fan, Sefa, Deadly Guns, Warface, D-Fence -live-, D-Sturb, Mad Dog -live-, Korsakoff, Tha Playah, BMG -live-, F.Noize, Atmozfears, Nosferatu, Frank Kvitta, N-Vitral, Keltek, Minupren, Crypsis, Zahni, Bulletproof, Anormal & Hunnel, Jay Reeve, Ncrypta, Never Surrender, Re-Style, Thorax, Andi Teller |
| 01.10.2022   | 18.000   | Angerfist, Barber, Broken Minds, Bulletproof, Cryogenic, Crypsis, Digital Punk, Drokz, Drs, Gridkiller, Irradiate, Jay Reeve, Juliëx, Korsakoff, Lady Dammage, Mad Dog & Dave Revan, Major Conspiracy, MC Syco, Miss K8 vs. AniMe, Ncrypta, Never Surrender, Nolz, Physika, Radical Redemption, Rejecta, Republic, Sefa, Spitnoise vs. F.Noize, Sub Sonik, Tha Watcher, Unfused, Unproven, Warface |
| 07.10.2023   | 18.000   | Act of Rage, Angerfist LIVE, Barber vs. Major Conspiracy, Bloodlust vs. The Purge, Bulletproof, Cryogenic, D-Fence vs. AniMe, D-Sturb, Deadly Guns RELOADED, Dimitri K, DRS, E-Force, Elite Enemy, F.Noize Uptempo Classics, GridKiller, Hysta, Juliëx, Korsakoff, Mad Dog, MC Robs, Mish, Miss K8, N-Vitral, Nolz, Rejecta vs. Deluzion, Resolute, Spitnoise, Sub Sonik, Tha Watcher, THE TIMEMACHINE: Marc Acardipane, Trespassed, Unproven, Warface |

## Hymnen
Seit 2009 gibt es jedes Jahr eine neue Hymne:
- 2009: DJ Predator – Unified Destination
- 2010: Re-Style – Rise Of The Ruler
- 2011: Outblast ft. Korsakoff – Hymn Of Syndicate
- 2012: Masters Elite – Tied By Sound
- 2013: Tha Playah feat. MC Alee – Menace To Mankind
- 2014: Nosferatu & E-Life – Manslaughter
- 2015: Dyprax feat MC Nolz – Posse Of The Hard
- 2016: Thorax ft. MC Tha Watcher – A Decade Of Syndicate
- 2017: Miss K8 ft. MC Nolz – Resolute Power
- 2018: N-Vitral ft. Tha Watcher – The Ruler
- 2019: D-Fence ft. Mr. Hyde – The Sonic Storm
- 2021: Broken Minds & Alee – Syndicate of Rave
- 2023: Angerfist & Nolz – Syndicate Of Noise